# یواس‌اس لینت (ای‌ام‌اس-۲۴)
یواس‌اس لینت (ای‌ام‌اس-۲۴) (به انگلیسی: USS Linnet (AMS-24)) یک کشتی بود که طول آن ۱۳۶ فوت (۴۱ متر) بود. این کشتی در سال ۱۹۴۳ ساخته شد.